# Петрова Олена Анатоліївна
Петрова Олена Анатоліївна (28 грудня 1963, Кролевець, Сумська область) — майстриня художнього ткацтва. Член Національної спілки майстрів народного мистецтва України (2005). Заслужений майстер народної творчості України (2019).

## Біографія
Народилася 28 грудня 1963 року в Кролевці. Представниця династії ткачів — її предки переїхали до Кролевця у середині ХІХ століття з міста Орєхово-Зуєво. Мати Олени з 14 років працювала ткалею на Кролевецькій фабриці художнього ткацтва. 
По закінченню школи вступила до Київського професійно-технічного училища № 6 за спеціальністю «підготовчі операції до ткацтва». 
1988 року закінчила Глухівський педагогічний інститут (нині — Глухівський національний педагогічний університет імені Олександра Довженка).
1983—2011 рр. працювала майстром виробничого навчання ткацького відділу Кролевецького профтехучилища, викладала технічний малюнок, композицію, передавала молоді секрети стародавнього ремесла. Після виходу на пенсію на творчій роботі.
Член Національної спілки майстрів народного мистецтва України (2005), бере активну участь в роботі Сумського обласного осередку НСМНМУ, проводить майстер-класи в Музеї Кролевецького ткацтва.
Учасниця обласних, всеукраїнських та міжнародних виставок народного і декоративно-ужиткового мистецтва, щорічних фестивалів «Кролевецькі рушники», «Решетилівська весна», ярмарків, Днів вишивальниці та ткалі в Музеї народної архітектури та побуту НАН України (Київ, Пирогів). 
Персональні виставки майстрині проходили в Сумському обласному художньому музеї імені Никанора Онацького (2007, 2014, 2019).

## Творчість
Виготовляє художньо-декоративні ткані вироби: весільні рушники, серветки, доріжки, купони на одяг. Серед робіт: панно «Богородиця», «Спас Нерукотворний», «Храм Божій»; портретні панно Лесі Українки, Тараса Шевченка; колекція лялькових  костюмів та суконь тощо. 
Брала участь у створенні колекції сучасного одягу «Вільний птах» (2015) сумської дизайн-студії «ART’elь moda» (керівник Лариса Ванєєва), в основу якої покладено орнаментальні мотиви кролевецького рушника. «Вільний птах» уособлює в собі прагнення українського народу до свободи та незалежності. Олена Петрова виготовила ткані елементи одягу для цієї колекції, яка демонструвалася на сценах і подіумах фестивалів і конкурсів: «Український тиждень моди» в рамках фестивалю «Погляд у майбутнє», Співоче поле фестивалю Олега Скрипки «Країна мрій», Міжнародний конкурс випускників дизайнерських вишів «Печерські каштани», у Барселоні (Іспанія), де сумська студія «ART’elь moda» презентувала Україну на міжнародному рівні.

## Відзнаки
Нагороджена Почесними грамотами Міністерства науки і освіти України, управління культури Сумської ОДА, грамотами, дипломами і подяками.
Отримала почесне звання Берегині Міжнародного літературно-мистецького фестивалю «Кролевецькі рушники» (2012).
Заслужений майстер народної творчості України (2019).

## Твори
У творчому доробку майстрині рушники:
- «Квітни, Україно» (2000)
- «Кролевецький дивосвіт» (2001)
- «Старовинний» (2002)
- «Пам'яті Шевченка» (2003)
- «Ювілейний» (2004)
- «А льон цвіте» (2005)
- «Лебедина вірність» (2006)
- «Дерево життя» (2007)
- «Молитва» (2015)
- «Добробут» (2017)
- «Свято в  Кролевці» (2019)
- «Водохреща» (2020)
- «Свято Маковія» (2022)